# Osiębor
Osiębor – staropolskie imię męskie, złożone z trzech członów: O-, się (razem może "o siebie", "o sobie") i -bor ("walczyć, zmagać się"). Imię to mogło zatem oznaczać "tego, kto walczy o siebie".